# 5637 Gyas
5637 Gyas è un asteroide troiano di Giove del campo troiano. Scoperto nel 1988, presenta un'orbita caratterizzata da un semiasse maggiore pari a 5,1547270 UA e da un'eccentricità di 0,1179611, inclinata di 22,43808° rispetto all'eclittica.
L'asteroide è dedicato a Gia, giovane troiano luogotenente di Enea.